# Fuchsbach (Mosel)
Der Fuchsbach (amtlich „Steillagengraben“) ist ein rechter Zufluss der Mosel im Gebiet der Ortsgemeinde Piesport des Landkreises Bernkastel-Wittlich in Rheinland-Pfalz.

## Geographie

### Verlauf
Die Quelle liegt auf etwa 287 m ü. NHN am oberen Abfalls des Hunsrücks ins Moseltal hinab in der Nähe des Tonnkopfes, eines hohen, baumbestandenen römischen Grabhügels in der Gemarkung Niederemmel. Er fließt nordwestwärts durch einen meist bewaldeten Steillagengraben in der Flur „In der Fuchsbach“ hinab und nimmt dabei zwei linke Zuflüsse auf. Dann zieht er am  Minheimer Kreuz vorbei, das am oberen Ende eines Prozessionsweges von der Mosel herauf über dem rechten Hang steht. Auf etwa 114 m ü. NHN fließt er gegenüber dem Ort in eine Südschlinge der Mosel um Minheim ein.
Der Fuchsbach mündet nach 1,2 km langem Weg mit mittlerem Sohlgefälle von etwa 150 ‰ rund 173 Höhenmetern unterhalb seines Ursprungs am Tonnkopf.

### Einzugsgebiet
Sein Wassereinzugsgebiet ist 1,4 km² groß. Es zählt naturräumlich zu den Neumagener Moselschlingen des Mittleren Moseltals.

### Zuflüsse
Der Fuchsbach erhält nacheinander Wasser aus zwei Zuflüssen (Längen und Einzugsgebiete nach der amtlichen Gewässerkarte, Höhen abgefragt auf der amtlichen topographischen Karte):
- Schäfergraben, von links und Südwesten auf etwa 267 m ü. NHN, 0,4 km und 0,2 km². Entsteht auf etwa 292 m ü. NHN neben der K 80 am Schäferhof. Ist der längere, aber einzugsgebietsärmere Oberlauf.
- Haldengraben, von links und Südwesten auf etwa 197 m ü. NHN, über 0,3 km und über 0,2 km². Entsteht auf etwa 263 m ü. NHN etwas unterhalb einer Hangwaldwiese.